# Chenab Nagar
Chenab Nagar ist eine Stadt im Punjab, Pakistan.
Der Ort wurde ursprünglich unter dem Namen Rabwah (Urdu ربوہ ‚Hügel‘) gegründet und im Februar 1999 gegen den Willen der Einwohner umbenannt.

## Geschichte
Angehörige der Ahmadiyya Muslim Jamaat (AMJ) gründeten den Ort 1948 mitten in der Wüste. Der Name Rabwah geht auf den Koran zurück. Ihr bisheriges Zentrum, der Ort Qadian, lag nach der Teilung Britisch-Indiens im neuen (hinduistischen) Indien. Da sich die Bewegung als Teil der islamischen Welt ansieht, verlegte sie ihren Sitz in den muslimischen, also nun pakistanischen, Teil des Punjab. Von einem Beginn als Zeltstadt hat sich Rabwah zu einer Stadt mit Büros, Schulen und Hochschulen entwickelt.
In Rabwah wurde die internationale Jalsa Salana (Jahresversammlung) der AMJ abgehalten, die 1983 über 200.000 Besucher zählte. 1984 wurde sie von der Regierung im Zuge der 1983 erlassenen Anti-Ahmadiyya-Gesetze verboten. Rabwah war bis dahin auch der Sitz des Khalifat ul-Masihs. Aufgrund der Repressionen verließ der Khalifat ul-Massih IV, Mirza Tahir Ahmad, Pakistan und ging nach London ins Exil. Rabwah blieb aber das Verwaltungszentrum der weltweiten Ahmadiyya Muslim Jamaat.
Früher gab es eine Siedlung mit dem Namen Chak Dhagiyaan. Sie wurde 1948, ein Jahr nach der Gründung Pakistans, in Rabwah umbenannt.

### Namensänderung
Rabwah wurde 1998 in Nawan Qadian (Neues Qadian) umbenannt. Der Name wurde auf Antrag eines Gegners der AMJ, Manzoor Chinioti, und gegen den Willen der Einwohner, 1999 durch das Parlament Punjabs in Chenab Nagar geändert. Dabei wurde die Resolution ohne Einbeziehung der überwiegend in Rabwah lebenden Ahmadies verabschiedet. Der offizielle Name Chenab Nagar wird von Ahmadies nicht anerkannt.

## Verkehr und Infrastruktur

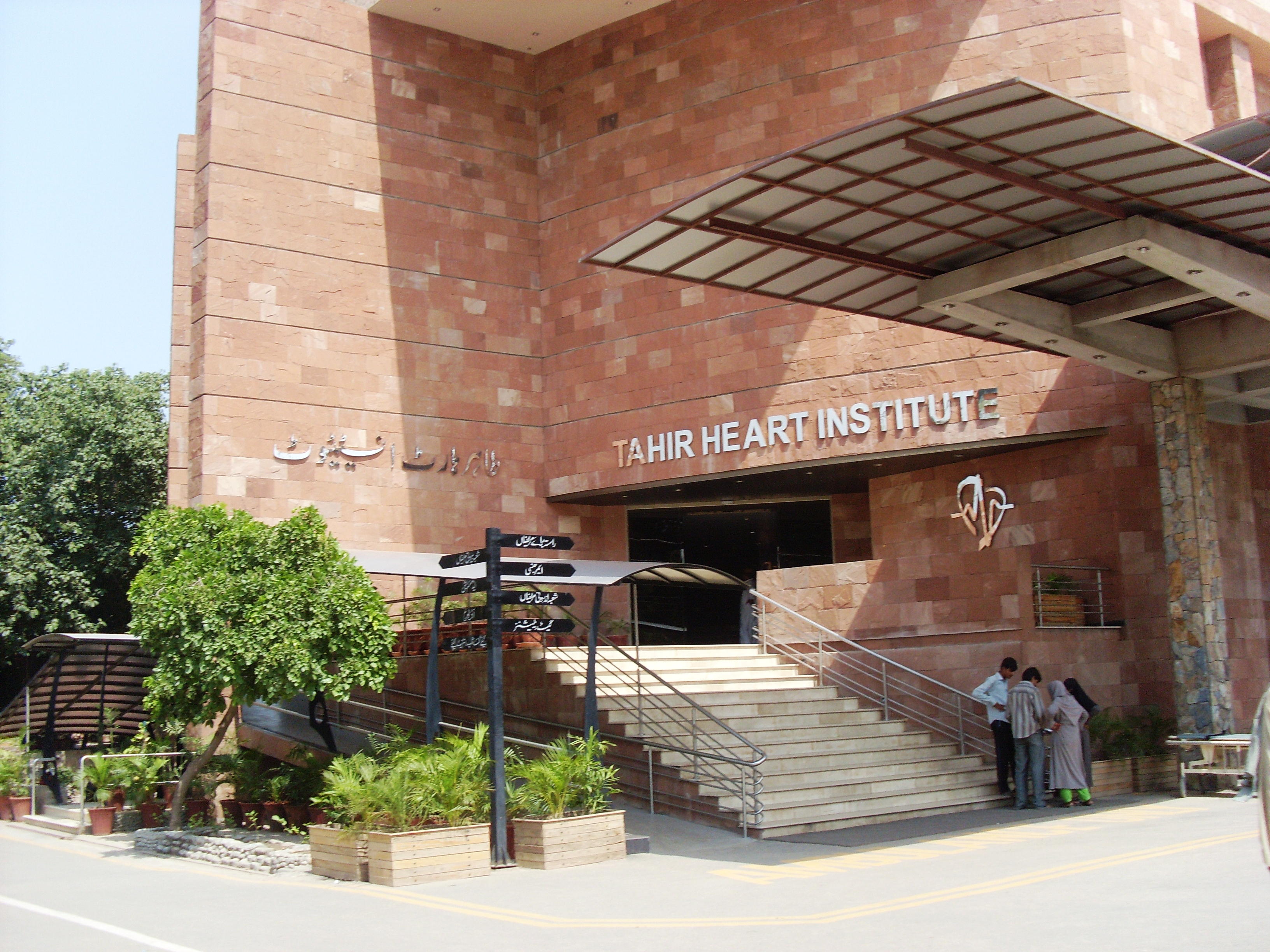
Tahir Heart Institute

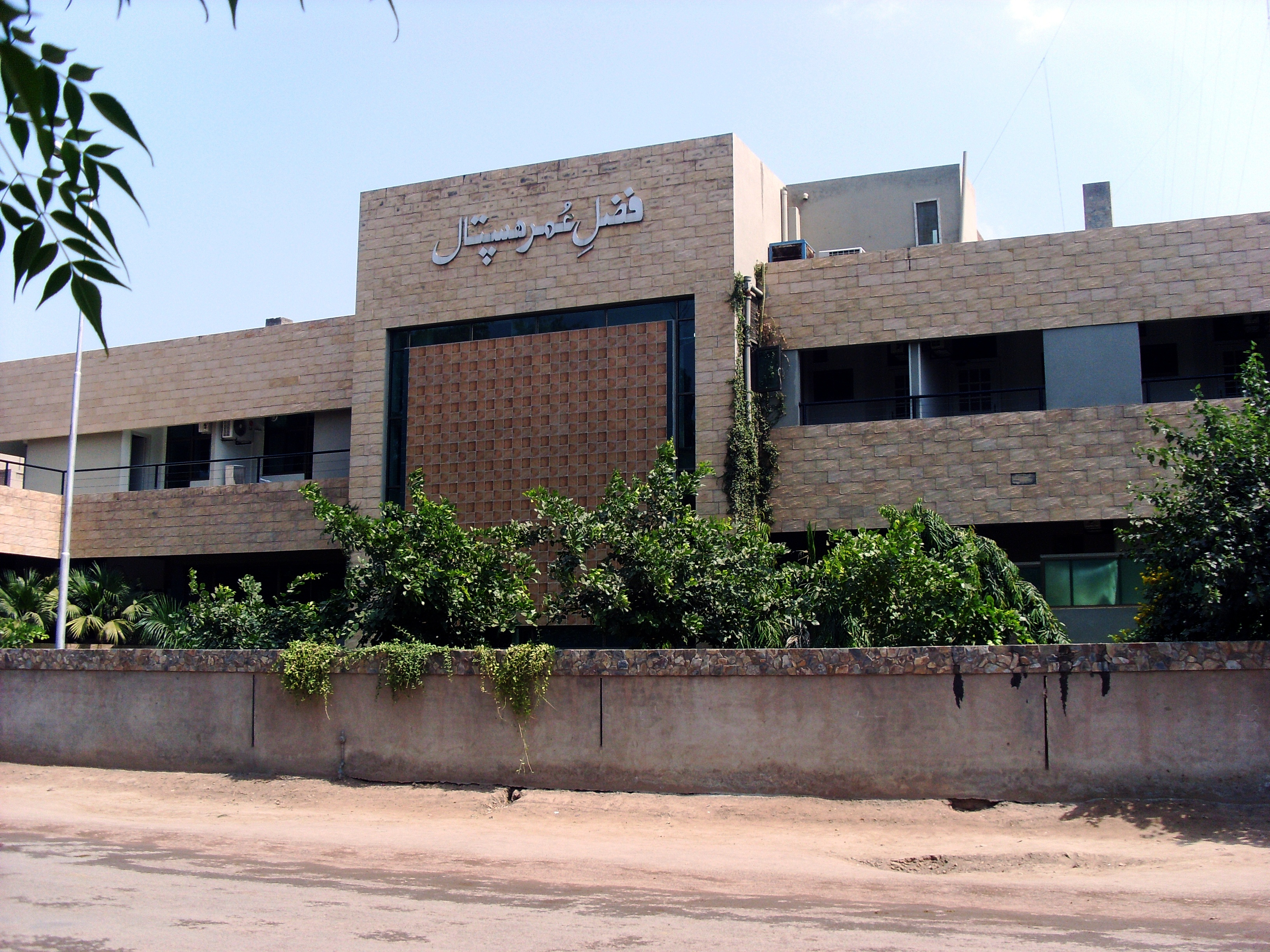
Fazl-e-Omar Hospital

Die Stadt ist an die Bahnlinie in Richtung Karatschi angebunden. Das „Fazl-e-Omar Hospital“, welches von der AMJ gegründet wurde und betrieben wird, ist das Zentrum der medizinischen Versorgung für die ganze Region.
Mirza Tahir Ahmad wünschte sich eine Klinik in Rabwah, die sich auf Herzchirurgie spezialisiert. Der Grundstein dafür wurde 2003 gelegt und nach ihm benannt. Heute befinden sich im „Tahir Heart Institute“ kardiologische, angiologische sowie herz- und gefäßchirurgische Sektionen.
Die renommierte Hochschule, das „Talim-ul-Islam College“ und für Frauen das „Jamia-Nusrat College“, werden von Studenten aus ganz Pakistan besucht. In der theologischen Hochschule der AMJ, genannt Jamia Ahmadiyya, absolvieren Missionare aus aller Welt ihr Studium.
Die zwei Basare von Chenab Nagar, der Sadr-Basar (auch: Goal-Basar) und der Rehmat-Basar (auch: Ghalah-Mandi), bieten ein umfassendes Waren- und Dienstleistungsangebot. In der Nähe befindet sich eine große Bücherei (Khilafat Library), welche separate Sektionen für Männer, Frauen und Kinder hat. Bürogebäude enthalten Banken und Verlagshäuser, welche zahlreiche Bücher und Zeitungen herausbringen, wie z. B. die Daily Al-Fazl, eine internationale Tageszeitung.

## Religion

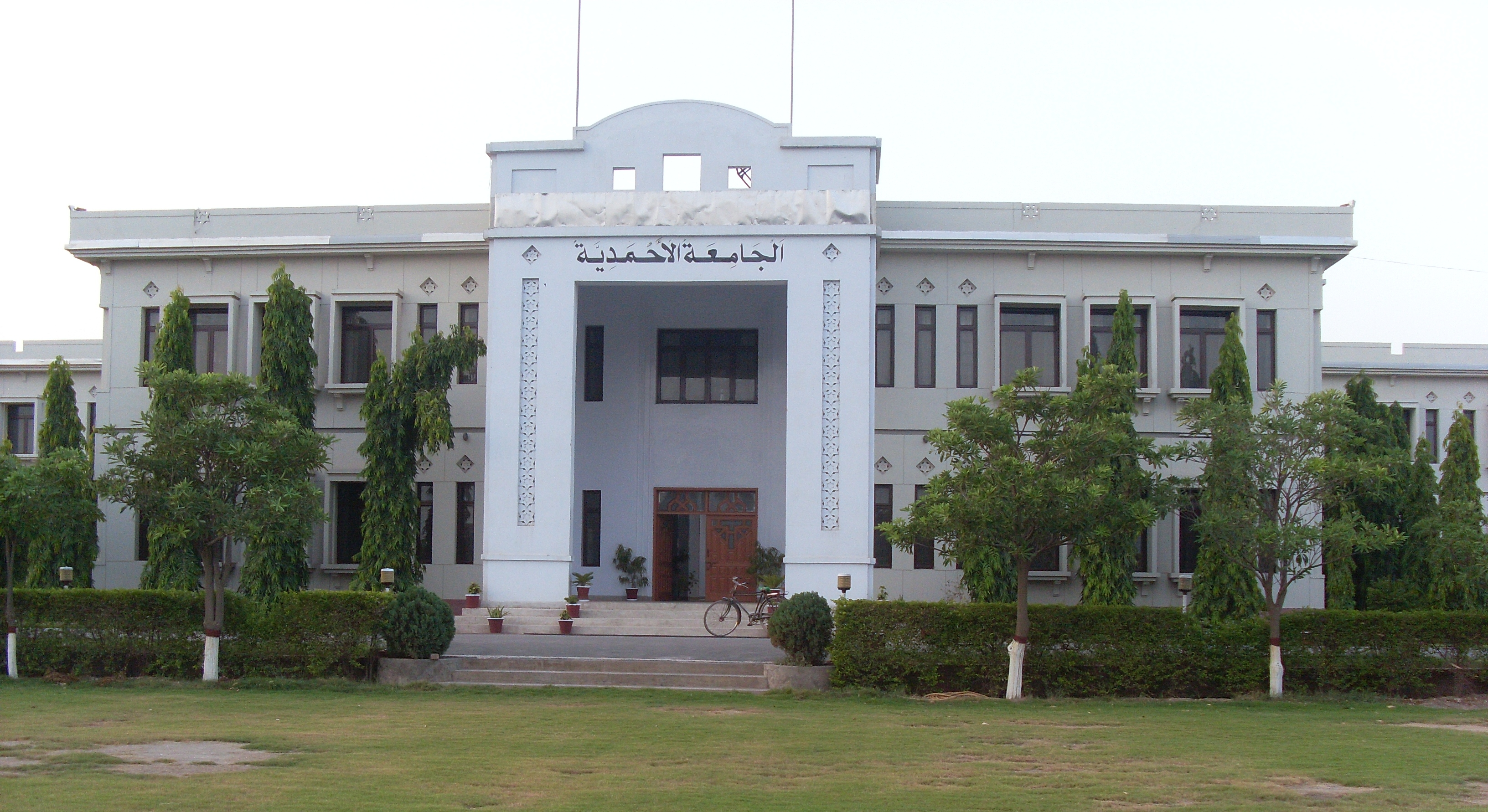
Jamia-Ahmadiyya

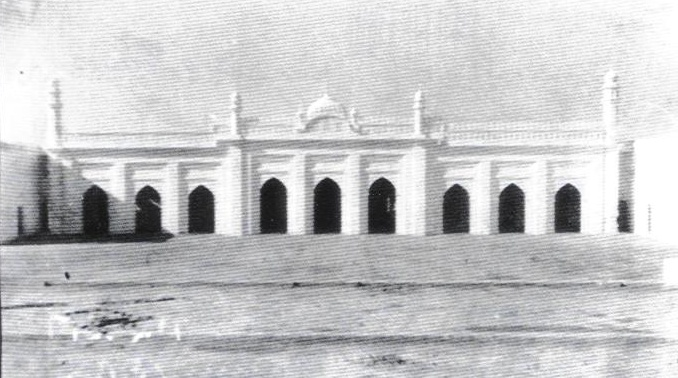
1951 – Mubarak-Moschee

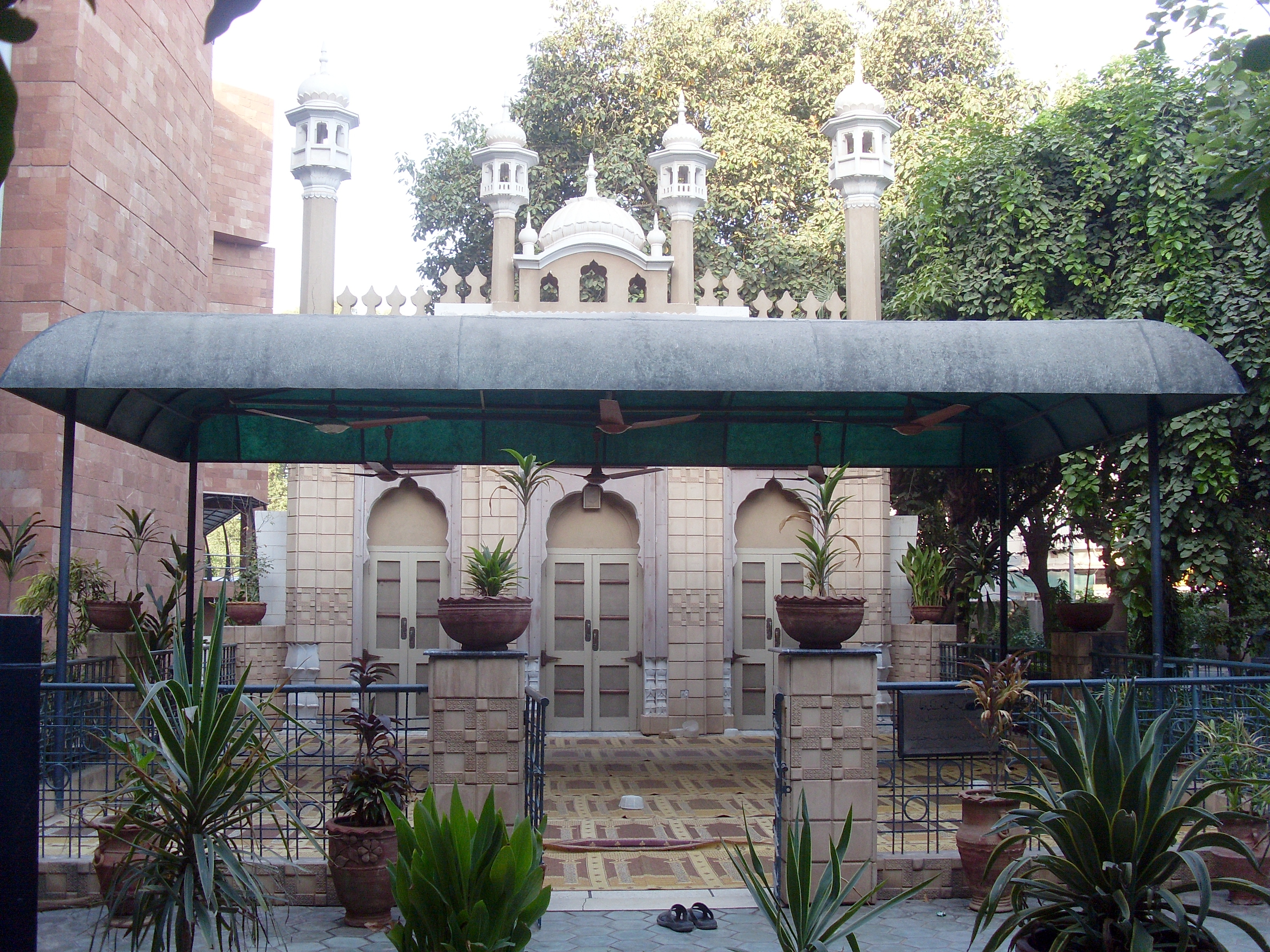
Yadgar Masjid

Mehr als 95 % der über 49.000 Einwohner gehören der Glaubensgemeinschaft der Ahmadiyya an.
Außerdem gibt es einen großen Friedhof für Ahmadi-Muslime, das „Bahishti Maqbarah“ (Himmlischer Friedhof). Dort sind zwei Khalifat ul-Masih und der erste muslimische und pakistanische Nobelpreisträger, Professor Abdus Salam begraben. Sir Muhammad Zafrullah Khan, der erste Außenminister Pakistans, sowie später Präsident der UNO-Vollversammlung und dann Vorsitzender des internationalen Gerichtshofes in Den Haag, hat auch in diesem Friedhof seine letzte Ruhe gefunden.
In Chenab Nagar gibt es etwa 66 Moscheen.
Masjid Mubarik
Am 3. Oktober 1949 legte der zweite Khalifat ul-Massih den Grundstein für die erste Moschee in Rabwah. Die Mubarak-Moschee wurde von Hafiz ur-Rahman entworfen. Mit der Chutba des zweiten Kalifen am 23. März 1951 wurde die noch unvollendete Mubarak-Moschee eröffnet. August 1951 wurden die Minarette fertiggestellt. Um 1990 wurde die Moschee weiter ausgebaut.
Masjid-e-Aqsa
Die Masjid-e-Aqsa ist die Zentralmoschee in Rabwah und zugleich mit einem Fassungsvermögen von 18.500 Gläubigen die größte Ahmadiyya-Moschee. Die Baukosten übernahm komplett Muhammad Sadiq Bani, dessen Name erst nach seinem Tode veröffentlicht wurde.
Masjid Mehdi
Im Bait ul-Mahdi (Haus des Mahdi, oder: Masjid Mehdi) gab es vor einigen Jahren einen Bombenanschlag. (Ortslage)
Yadgar Masjid
Die Yadgar-Moschee befindet sich an dem Ort, wo der zweite Kalif das erste Gemeinschaftsgebet in Rabwah leitete. Sie befindet sich gegenüber dem Tahir Heart Institute. (Ortslage)
Qamar Masjid
Die Qamar-Moschee befindet sich im Stadtteil Darul Sadar (Gharbi) direkt an der Bahnlinie.

## Geografie

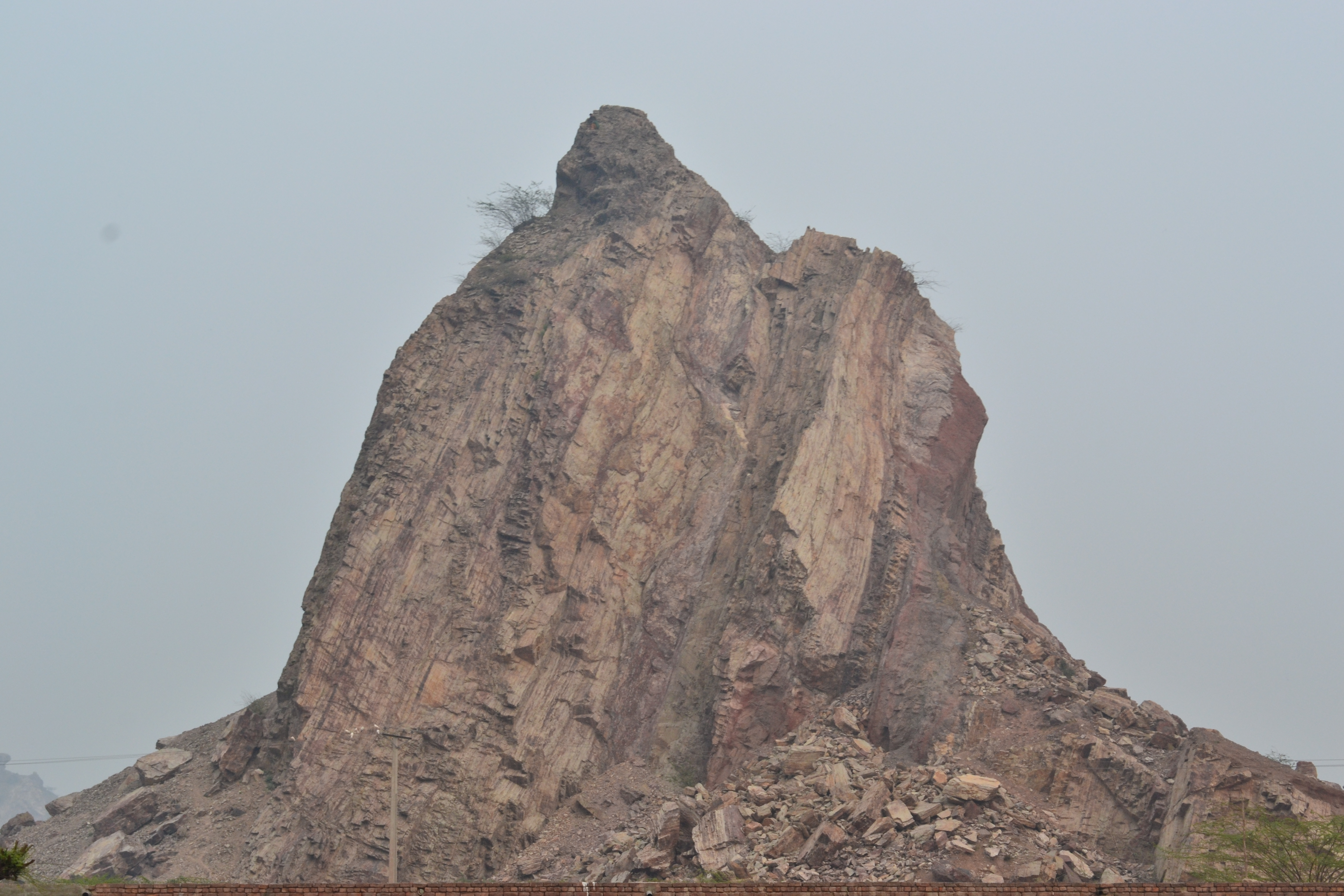
Tilla Chenab

Die Stadt ist etwa 24 km² groß. Chenab Nagar ist am Fluss Chenab gelegen, der auch an Jhang vorbeifließt. In der Nähe liegt die Stadt Chiniot. Die Wüstenlandschaft um Chenab Nagar ist bergig und durch Sedimentgestein geprägt; Kontinentalklima sorgt für heiße Sommer und frostige Winter.